# Platekatel-Banzkosumirade
Platekatel-Banzkosumirade oder Die Suche nach der verlorenen Stecknadel ist der Titel eines Kinderbuches des Autors Erich Köhler. Es erschien erstmals 1973.
Die 5-jährige Roswitha, die Protagonistin des Buches, muss feststellen, dass sie die Stecknadel verloren hat, die sie an sich genommen und unter ihrem Schürzenband versteckt hatte, nachdem die Nadel vom Nähtisch der Großmutter gefallen war. Ihre Suche führt das Mädchen durch ein ländliches Umfeld, das sehr stark von DDR-typischen Gegebenheiten geprägt ist. Roswitha ist so in ihre Suche, in deren Verlauf sie sich unter anderem mit verschiedenen Tieren unterhält, vertieft, dass sie alles andere um sich herum vergisst und daraufhin bald vermisst wird, was eine Suchaktion der dörflichen Gemeinschaft auslöst. Am Ende werden sowohl Roswitha als auch die Stecknadel wieder aufgefunden. Letztere war von einer Elster stibitzt worden.
Platekatelbanzkosumirade ist ein Begriff, den die Schwalbe, mit der Roswitha spricht, verwendet, um die Gegend zu umschreiben, in der sie in der Zeit vom Frühjahr bis zum Herbst lebt und ihre Jungen großzieht. Da die Schwalben sehr schnell über die umliegenden Wohnstätten der Menschen hinwegfliegen, ziehen sie einzelne Silben der Ortsnamen zu einem Begriff zusammen. Das Winterquartier der Schwalbe trägt den Namen Bungakimangkambalungu, was auf die Orte Bongo, Kampala, Buganda, Kimango und Luganga zurückgeht. Die Ortschaften, aus denen sich Platekatelbanzkosumirade zusammensetzt, werden in dem Buch gelegentlich angedeutet, aber nie vollständig wiedergegeben.
Die Schwalben gebrauchen den Begriff Platekatelbanzkosumirade, entsprechend der Bedeutung, den er für sie hat, als homogenes Wort. Bei der Verwendung des Begriffes durch Roswitha wird das Wort hingegen mit Gedankenstrich geschrieben. Diese Schreibweise findet sich so auch im Buchtitel wieder. Platekatel-Banzkosumirade steht in dieser Verwendung für das im Buch beschriebene idealtypische Bild der ländlichen Gemeinschaft.